# Dolní Habartice
Dolní Habartice är en ort i Tjeckien.   Den ligger i regionen Ústí nad Labem, i den norra delen av landet, 70 km norr om huvudstaden Prag. Dolní Habartice ligger 222 meter över havet och antalet invånare är 552.
Terrängen runt Dolní Habartice är huvudsakligen kuperad, men åt nordost är den platt. Dolní Habartice ligger nere i en dal. Runt Dolní Habartice är det ganska glesbefolkat, med 43 invånare per kvadratkilometer. Närmaste större samhälle är Děčín, 9,2 km väster om Dolní Habartice. Omgivningarna runt Dolní Habartice är en mosaik av jordbruksmark och naturlig växtlighet.